# Judy (film)
Judy is een Amerikaans-Britse biografische film uit 2019 over de Amerikaanse zangeres en actrice Judy Garland. De film werd geregisseerd door Rupert Goold en gebaseerd op het toneelstuk End of the Rainbow van dramaturg Peter Quilter. De titelrol wordt vertolkt door Renée Zellweger, die voor haar vertolking onder meer een Oscar, Golden Globe en BAFTA Award ontving.

## Verhaal
In 1969 arriveert Judy Garland samen met haar jonge verloofde Mickey Deans in het Verenigd Koninkrijk om er enkele uitverkochte concerten in de Londense nachtclub The Talk of the Town voor te bereiden. De actrice en zangeres hoopt na een reeks privé- en drugsproblemen een comeback te maken.

## Rolverdeling
| Acteur              | Personage          |
| ------------------- | ------------------ |
| Renée Zellweger     | Judy Garland       |
| Rufus Sewell        | Sidney Luft        |
| Michael Gambon      | Bernard Delfont    |
| Finn Wittrock       | Mickey Deans       |
| Jessie Buckley      | Rosalyn Wilder     |
| Bella Ramsey        | Lorna Luft         |
| Royce Pierreson     | Burt               |
| Arthur McBain       | Askith             |
| John Dagleish       | Lonnie Donegan     |
| Gemma-Leah Devereux | Liza Minnelli      |
| David Rubin         | Noel               |
| Andy Nyman          | Dan                |
| Darci Shaw          | Jonge Judy Garland |

## Productie
In 2005 ging End of the Rainbow van dramaturg Peter Quilter in première. Het toneelstuk over de nadagen van Judy Garlands carrière en leven was een groot succes en werd in de loop der jaren in verschillende landen, waaronder Nederland, vertaald en opgevoerd. In 2012 ging het ook in première op Broadway, waarna het genomineerd werd voor drie Tony Awards.
Na het zien van Quilters toneelstuk kreeg filmproducent David Livingstone het idee om ook een film over Garlands nadagen te maken. In 2015 waren er plannen om End of the Rainbow te verfilmen met Simon Curtis als regisseur en Barry Levinson als scenarist.
In oktober 2017 raakte bekend dat het toneelstuk onder de titel Judy zou verfilmd worden met Renée Zellweger als hoofdrolspeelster. Rupert Goold en Tom Edge werden aangekondigd als respectievelijk regisseur en scenarist van het project. Zellweger bereidde zich op haar rol voor door zich te verdiepen in het leven van Garland, maar nam geen persoonlijk contact op met Liza Minnelli of andere kinderen van de zangeres. In juni 2018 verklaarde Minnelli via Facebook dat ze niet bij het project betrokken werd en de film goed- noch afkeurt.
In februari 2018 werd de cast verder uitgebreid met onder meer Finn Wittrock en Jessie Buckley. Een maand later raakte ook de casting van Michael Gambon en Rufus Sewell bekend. De opnames, die in Londen plaatsvonden, gingen in maart 2018 van start en eindigden in mei 2018.
In mei 2019 werd de eerste trailer van de film uitgebracht. Op 30 augustus 2019 ging de film in première op het filmfestival van Telluride.

## Prijzen en nominaties
De belangrijkste:
| Jaar | Prijs                    | Categorie                                | Genomineerde(n)                          | Uitslag     |
| ---- | ------------------------ | ---------------------------------------- | ---------------------------------------- | ----------- |
| 2019 | National Board of Review | Top 10 onafhankelijke films van het jaar | Top 10 onafhankelijke films van het jaar | Gewonnen    |
| 2019 | National Board of Review | Beste actrice                            | Renée Zellweger                          | Gewonnen    |
| 2020 | Golden Globes            | Beste actrice (drama)                    | Renée Zellweger                          | Gewonnen    |
| 2020 | Critics' Choice Awards   | Beste actrice                            | Renée Zellweger                          | Gewonnen    |
| 2020 | Critics' Choice Awards   | Beste grime en haarstijl                 | Beste grime en haarstijl                 | Genomineerd |
| 2020 | BAFTA Awards             | Beste actrice                            | Renée Zellweger                          | Gewonnen    |
| 2020 | BAFTA Awards             | Beste kostuumontwerp                     | Jany Temime                              | Genomineerd |
| 2020 | BAFTA Awards             | Beste grime en haarstijl                 | Beste grime en haarstijl                 | Genomineerd |
| 2020 | Academy Awards           | Beste actrice                            | Renée Zellweger                          | Gewonnen    |
| 2020 | Academy Awards           | Beste grime en haarstijl                 | Beste grime en haarstijl                 | Genomineerd |
| 2020 | Satellite Awards         | Beste actrice in een dramafilm           | Renée Zellweger                          | Genomineerd |
| 2020 | Satellite Awards         | Beste kostuums                           | Jany Temime                              | Genomineerd |